# 王映斗
王映斗，廣東定安县西二春内村人，清朝政治人物。
道光二十四年（1844年），登甲辰科进士，授户部云南司员外郎、四川司郎中、鸿胪寺少卿，同治二年（1863年）任奉天府丞提督学政。历太仆寺卿、太常寺卿、官至大理寺卿。